# Nymphalis antiopa
La mariposa antíope (Nymphalis antiopa) es una especie  de lepidóptero ditrisio  de la familia Nymphalidae, ampliamente distribuida por Eurasia y Norteamérica.

## Características
Sus alas granate oscuro se caracterizan por un borde amarillo, que tiene junto a él una banda de puntos azules iridiscentes. Vistas de cerca, las alas son iridiscentes. Tiene una envergadura de 73 a 86 mm. A veces aparece una variación, cuando la pupa estuvo expuesta a temperaturas inusualmente bajas, en que la banda amarilla es más amplia que lo normal, y no presenta las manchas azules. Envergadura 57-101 mm.
La larva llega a medir 50 mm. Tiene pelos irritantes.

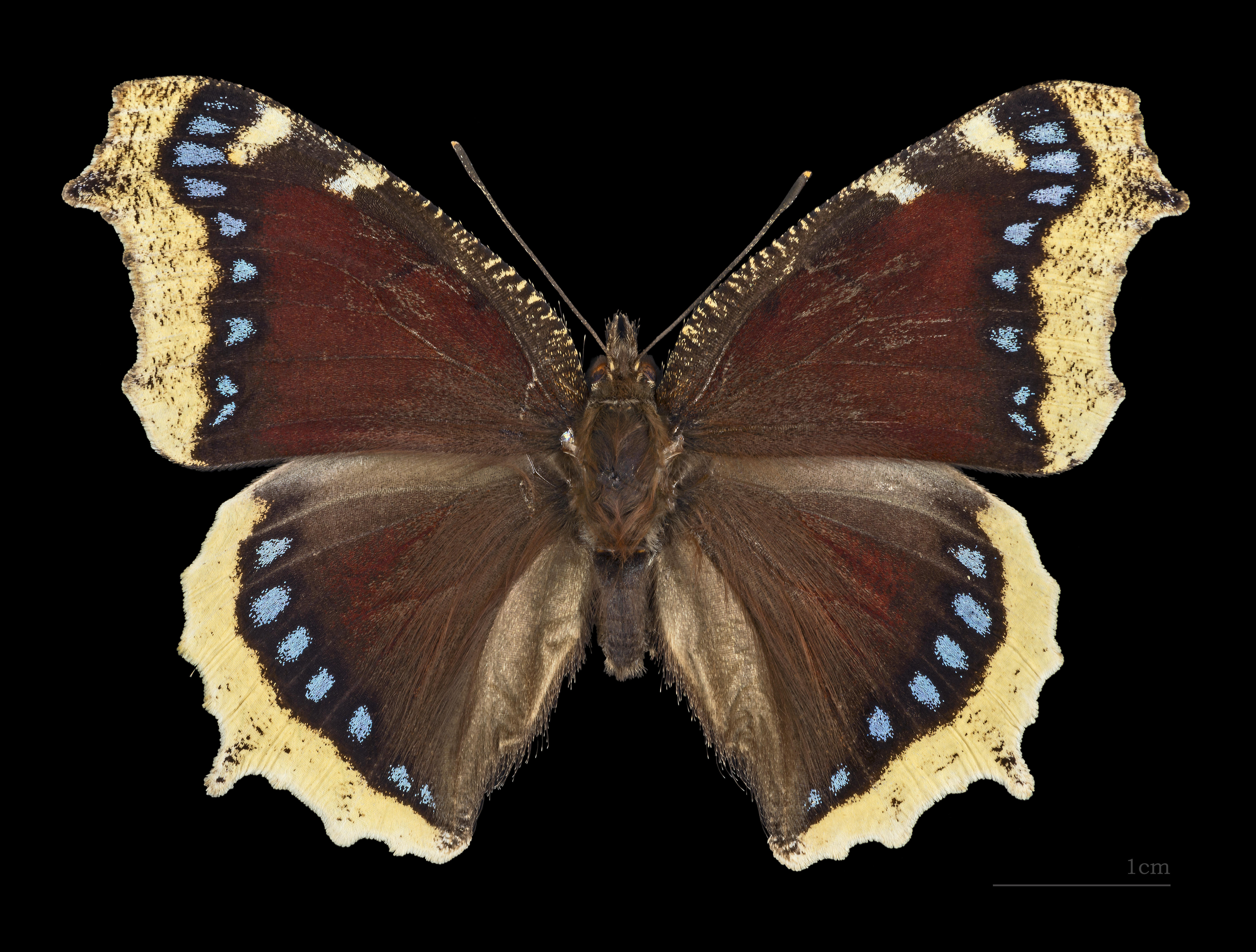
♂
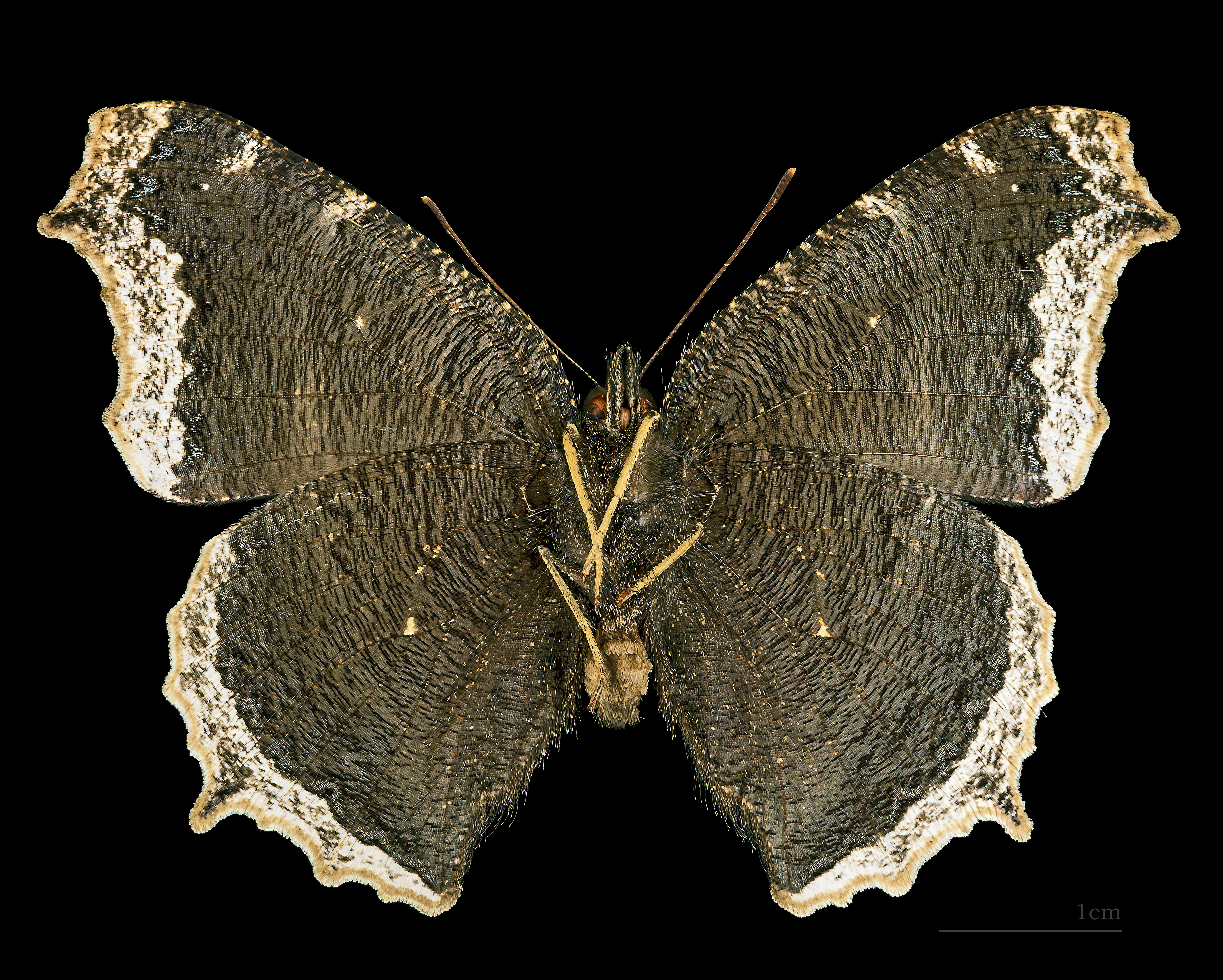
♂ △
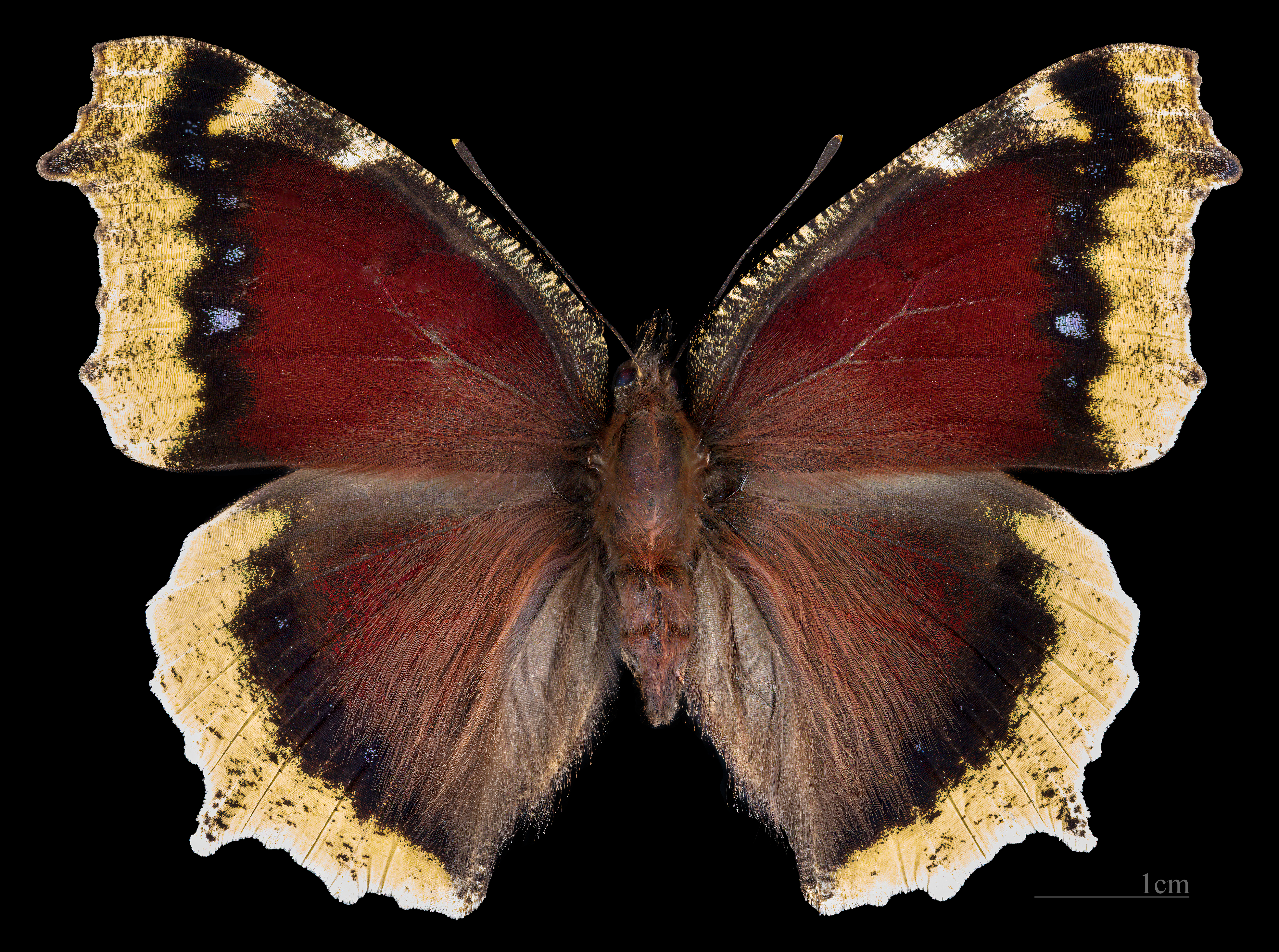
Forma aberrante Ex larva  ♂
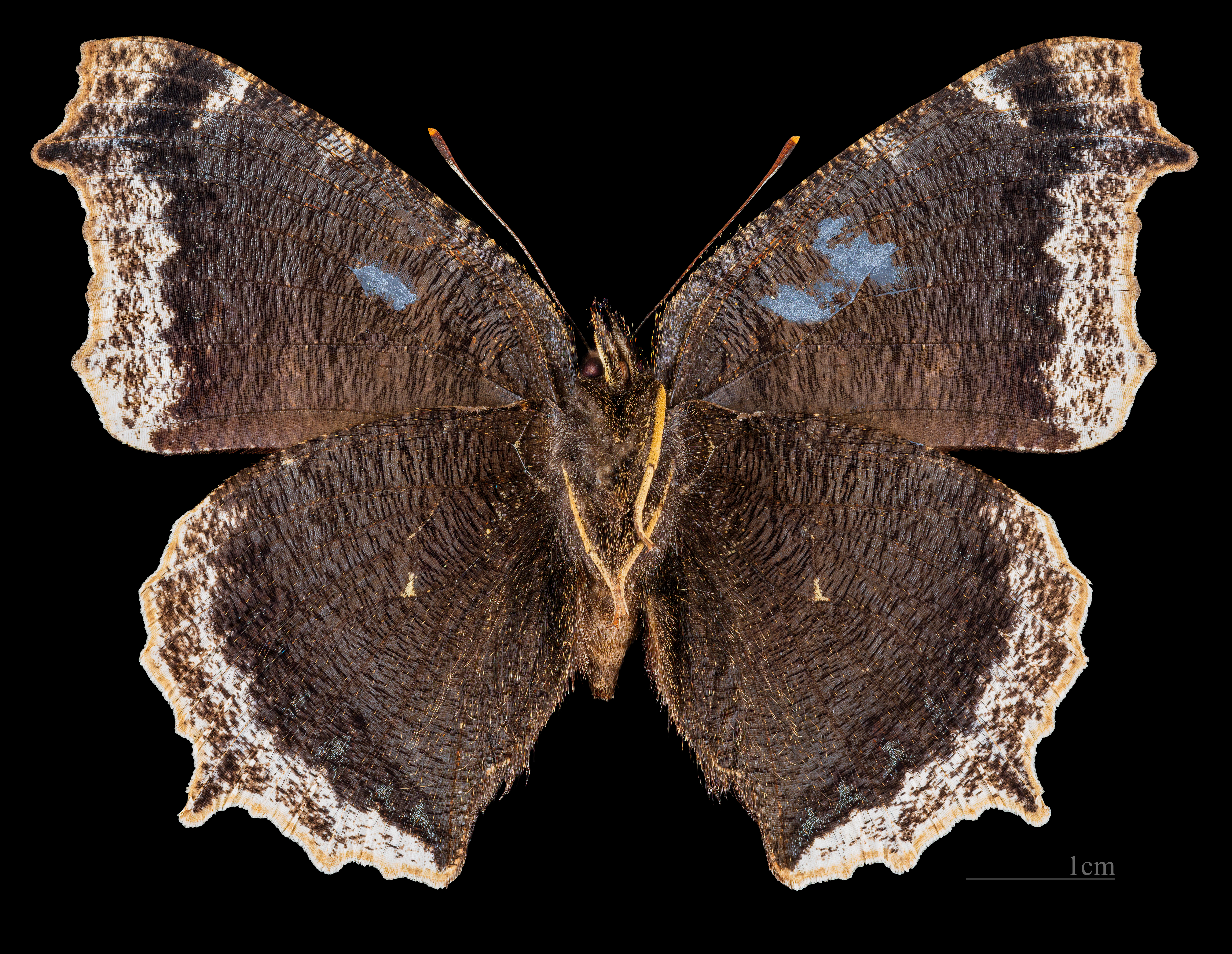
Forma aberrante Ex larva  ♂  △

## Distribución y hábitat
Vive en Norteamérica, entre la línea de la tundra de Canadá y Alaska por el norte, hasta la región central de México por el sur. También es posible encontrarla en muy raras ocasiones en el norte de América del Sur. También habita el norte de Eurasia, desde Inglaterra hasta Japón. Vive en cursos de ríos, bordes de bosque o zonas boscosas abiertas y parques.

## Alimentación
Sus larvas se alimentan de las hojas de árboles caducos, entre los que se encuentran los olmos y sauces. Los adultos se alimentan de la savia de los árboles, y de fruta en descomposición, de manera muy infrecuente se alimentan del néctar de las de flores. Pasan el invierno en el estadio adulto y por eso son de las primeras mariposas que vuelan en la primavera.

## Subespecies
Las subespecies incluyen:
- N. a. antiopa (Linnaeus, 1758)
  - La subespecie nominotípica. Localidad tipo: "Suecia"
- N. a. hyperborea (Seitz, 1913) (Canadá, Alaska)
  - Esta subespecie pone más huevos de color amarillo ámbar, en lugar de verde oliva. A medida que los huevos se desarrollan, la coloración cambiará a lila rosado-violeta. Las espinas de estas larvas son más cortas y robustas que las de las larvas europeas de manto de luto.[3] Y las manchas que bordean los bordes de las alas pueden ser de un color más violeta.
- N. a. lintnerii (Fitch, 1857) (ligeramente más grande que el anterior; SE de Canadá, este de EE. UU.)
- N. a. asopos (Fruhstorfer, 1909) (Japón)